# Arondismentul Loches
Arondismentul Loches (în franceză Arrondissement de Loches) este un arondisment din departamentul Indre-et-Loire, regiunea Centre-Val de Loire, Franța.

## Subdiviziuni

### Cantoane
- Cantonul Descartes
- Cantonul Le Grand-Pressigny
- Cantonul Ligueil
- Cantonul Loches
- Cantonul Montrésor
- Cantonul Preuilly-sur-Claise

### Comune
| 1. Abilly (37001)                            | 2. Azay-sur-Indre (37016)         | 3. Barrou (37019)                    | 4. Beaulieu-lès-Loches (37020)        |
| 5. Beaumont-Village (37023)                  | 6. Betz-le-Château (37026)        | 7. Bossay-sur-Claise (37028)         | 8. Bossée (37029)                     |
| 9. Bournan (37032)                           | 10. Boussay (37033)               | 11. Bridoré (37039)                  | 12. La Celle-Guenand (37044)          |
| 13. La Celle-Saint-Avant (37045)             | 14. Chambon (37048)               | 15. Chambourg-sur-Indre (37049)      | 16. Chanceaux-près-Loches (37053)     |
| 17. La Chapelle-Blanche-Saint-Martin (37057) | 18. Charnizay (37061)             | 19. Chaumussay (37064)               | 20. Chemillé-sur-Indrois (37069)      |
| 21. Chédigny (37066)                         | 22. Ciran (37078)                 | 23. Civray-sur-Esves (37080)         | 24. Cussay (37094)                    |
| 25. Descartes (37115)                        | 26. Dolus-le-Sec (37097)          | 27. Draché (37098)                   | 28. Esves-le-Moutier (37103)          |
| 29. Ferrière-Larçon (37107)                  | 30. Ferrière-sur-Beaulieu (37108) | 31. Genillé (37111)                  | 32. Le Grand-Pressigny (37113)        |
| 33. La Guerche (37114)                       | 34. Ligueil (37130)               | 35. Le Liège (37127)                 | 36. Loches (37132)                    |
| 37. Loché-sur-Indrois (37133)                | 38. Louans (37134)                | 39. Le Louroux (37136)               | 40. Manthelan (37143)                 |
| 41. Marcé-sur-Esves (37145)                  | 42. Montrésor (37157)             | 43. Mouzay (37162)                   | 44. Neuilly-le-Brignon (37168)        |
| 45. Nouans-les-Fontaines (37173)             | 46. Orbigny (37177)               | 47. Paulmy (37181)                   | 48. Perrusson (37183)                 |
| 49. Le Petit-Pressigny (37184)               | 50. Preuilly-sur-Claise (37189)   | 51. Reignac-sur-Indre (37192)        | 52. Saint-Bauld (37209)               |
| 53. Saint-Flovier (37218)                    | 54. Saint-Hippolyte (37221)       | 55. Saint-Jean-Saint-Germain (37222) | 56. Saint-Quentin-sur-Indrois (37234) |
| 57. Saint-Senoch (37238)                     | 58. Sennevières (37246)           | 59. Sepmes (37247)                   | 60. Tauxigny (37254)                  |
| 61. Tournon-Saint-Pierre (37259)             | 62. Varennes (37265)              | 63. Verneuil-sur-Indre (37269)       | 64. Villedômain (37275)               |
| 65. Villeloin-Coulangé (37277)               | 66. Vou (37280)                   | 67. Yzeures-sur-Creuse (37282)       |                                       |